# Справа News International

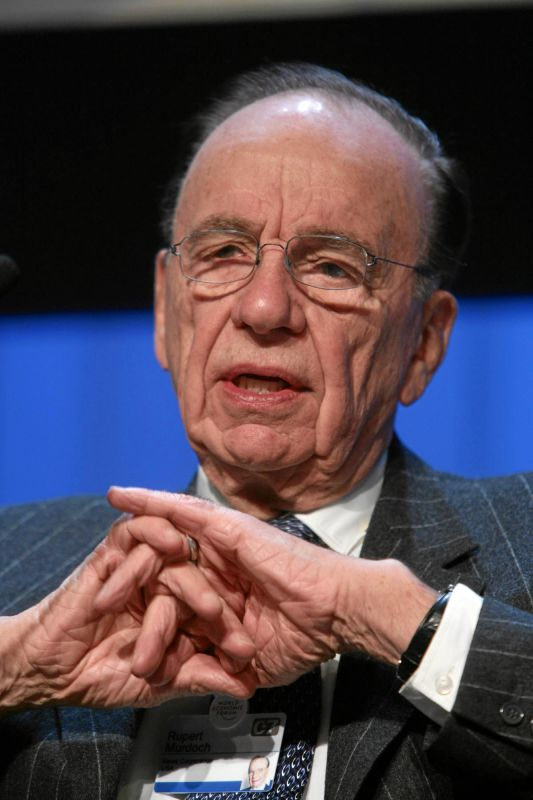
Руперт Мердок, голова і виконавчий директор News Corporation, материнської компанії News International

Справа News International — карний процес проти газети News of the World, головного таблоїда Великої Британії, що видавався компанією News International, чий дочірний концерн News Corporation очолює відомий медіамагнат Руперт Мердок.

## Звинувачення
Співробітники газети підозрюються в систематичному вчиненні кримінальних злочинів: у незаконному прослуховуванні телефонних розмов приватних осіб (включаючи Королівський двір і знаменитостей), отриманні інформації з конфіденційних джерел шляхом підкупу співробітників поліції і спецслужб, тиску на поліцію та політичних діячів.
Перше розслідування проводилося в 2005–2007 роках і було відновлено в липні 2011 року, коли стало відомо про прослуховування телефона вбитої школярки Міллі Доулер, а також родичів солдатів, загиблих в Афганістані, і жертв лондонських терактів 2005 року.
Бойкот з боку рекламних агентств привів до закриття  News of the World  10 липня, після 168 років існування.
Прем'єр-міністр Девід Камерон 6 липня оголосив про початок роботи двох спеціальних слідчих комісій, одна з яких розгляне справу  News of the World , а інша розслідує етичну культуру британських ЗМІ.
13 липня 2011 року керівник видавничого дому News International Ребека Брукс подала прохання про відставку Джеймса і Руперту Мердоку, яке було прийнято.